# The Penny Press
Fondé en 1878 par Edward Willis Scripps (1854–1926), The Penny Press, qui sera ensuite rebaptisé Cleveland Press en 1889, fut l'un des premiers quotidiens à grand tirage de la ville de Cleveland, dans l'Ohio, aux États-Unis. Il fut au XIXe siècle l'un des piliers de l'Empire de presse Scripps-Howard.

## Histoire
Le journal a été fondé en 1878 par Edward Willis Scripps (1854–1926), le demi-frère de James Edmund Scripps(1835–1906), deux immigrant venu d'Angleterre. James Edmund Scripps(1835–1906) avait fondé son propre quotidien cinq ans plus tôt, The Detroit News et à la suite d'une brouille entre les deux demi-frères, est parti à Cleveland, dans l'Ohio fonder à son tour son propre journal.
Le succès du journal s'est affirmé au tournant du siècle lorsqu'il a dépassé le leader local The plain dealer puis a franchi le seuil des 200 000 exemplaires vendus après la Première Guerre mondiale. Le groupe E. W. Scripps Company, dont il est un fleuron rachète le concurrent Cleveland News en janvier 1960, mais en 1968, il est rattrapé et dépassé par The Plain Dealer, qu'il avait distancé 70 ans auparavant.